# Asamblea de Montán
La Asamblea de Montán o Asamblea Constituyente del Norte fue una asamblea constituyente instalada en el Perú a convocatoria del presidente Miguel Iglesias conforme a lo que se comprometió en el Grito de Montán.

## Antecedentes
Tras la derrota en la batalla de San Juan y Chorrillos, Miguel Iglesias desarrolló la idea de firmar acuerdo de paz con Chile que pusiera término a la Guerra del Pacífico habida cuenta de que la derrota peruana era irreversible. Chile deseaba cuando antes imponer al Perú una paz bajo sus términos pero los gobiernos peruanos de Francisco García Calderón y Lizardo Montero se habían negado rotundamente acordar una paz que tuviera como base la pérdida de las provincias del sur ocupadas por los chilenos.
Luego de la batalla de San Pablo, los chilenos enviaron una expedición punitiva sobre Cajamarca. Iglesias, que se hallaba en Chota, huyó de la persecución chilena y se dirigió a su hacienda Udima, pero no la alcanzó y se detuvo en la hacienda de Montán, entonces propiedad de Rufino Espinoza. El 31 de agosto de 1882, Iglesias lanzó desde Montán una proclama en la que sostuvo que era necesario terminar de una manera práctica con el daño y la humillación de la ocupación enemiga. Solo a partir de la paz el Perú podría iniciar su recuperación por encima de sus escombros. Se comprometía también a convocar una asamblea de los siete departamentos bajo su mando, ante la que depondría su autoridad.
Iglesias expidió un decreto por el que se apartaba de la autoridad de Lizardo Montero y proclamaba su propia autoridad sobre los siete departamentos del Norte bajo su mando (Piura, Cajamarca, Amazonas, Loreto, Lambayeque, La Libertad y Áncash). Luego, en septiembre, convocó a una Asamblea Legislativa del Norte, que se instaló en el caserío de la hacienda Montán, en la provincia de Chota, departamento de Cajamarca el 25 de diciembre del mismo año.

## Actos de la Asamblea
Concurrieron a la Asamblea un total de 34 diputados (4 de Amazonas, 5 de Ancash, 7 de Cajamarca, 6 de La Libertad, 2 de Lambayeque, 6 de Loreto, 3 de Piura y 1 de la provincia limeña de Cajatambo). Fue elegido presidente de la Asamblea Vidal García y García que había sido elegido como diputado por la provincia de Moyobamba. El día 30 de diciembre dicha Asamblea invistió a Iglesias como Presidente Regenerador del Perú, con atribuciones especiales para negociar la paz con Chile. Todo ello, como era de esperarse, originó la protesta general, casi unánime, de los pueblos del Perú. Tanto Montero, como Andrés Avelino Cáceres, caudillo de la resistencia en la sierra, rechazaron de plano las propuestas de Iglesias.
La Asamblea se levantó poco después en 1883.